# Manuel de la Rivaherrera y Vivanco
Manuel de la Rivaherrera y Vivanco (Barcenillas del Rivero, 1 de març de 1785 -Madrid, 27 de juliol de 1844) va ser un polític espanyol, ministre durant la minoria d'edat d'Isabel II d'Espanya.
Treballava com a jurista i arribà a ser governador civil. El 1834 fou escollit membre de l'Estamento de Próceres per la província de Burgos, i fou escollit novament diputat per Burgos a les Corts de 1837 i 1840, i per Santander a les de 1843. Entre agost i setembre de 1835 fou Ministre de l'Interior en el gabinet presidit pel Comte de Toreno, si bé no arribà a ocupar el càrrec. També fou nomenat president de les Corts Espanyoles de l'u de febrer al 15 de febrer de 1838.